# Premis Ondas 2017
Els Premis Ondas 2017 van ser la seixanta-quatrena edició dels Premis Ondas. El període d'inscripció per a optar als Premis Ondas 2017 es va obrir el 15 de juny de 2017 i va finalitzar el 2 d'octubre del mateix any. En aquesta edició es va batre el rècord en nombre de candidatures presentades superant les 400 candidatures. La llista de premiats es va donar a conèixer 18 d'octubre de 2017. Degut als fets d'octubre de 2017, la gala de lliurament es va celebrar al Fibes de Sevilla el 12 de desembre i no pas al Gran Teatre del Liceu de Barcelona, com inicialment era previst. Fou presentada per Toni Garrido i Cristina Boscá, i amenitzada per Juan Carlos Ortega, els components de La vida moderna (David Broncano, Quequé i Ignatius) i Toni Martínez. Van actuar Alejandro Sanz, Niña Pastori, Jarabe de Palo, José Mercé i Tomatito, qui van retre homenatge a Camarón de la Isla.

## Premis Internacionals de Ràdio
- Premi Ondas Internacional de Ràdio: De guerre en fils - Arte Radio / Arte France (França)
- Menció Especial del Jurat: Bis die Araber klein beigeben - Europas vergessener Krieg im Maghreb Arxivat 2019-05-05 a Wayback Machine. -Westdeutscher Rundfunk i Deutchlandradio (Alemanya)

## Premis Internacionals de Televisió
- Premi Ondas Internacional de Televisió: Südwestrundfunk - De sidste mænd i Aleppo. (Dinamarca)

## Premis nacionals de ràdio
- Millor presentador o programa de ràdio: Àngels Barceló, per Hora 25 (Cadena SER)
- Premi a la trajectòria: Isabel Gemio
- Premi a la millor cobertura informativa d'un esdeveniment: Serveis Informatius de les emissores de ràdio a Catalunya per la cobertura dels atemptats d'agost.
- Millor presentador o programa de ràdio musical: Virginia Díaz, directora de 180° (Radio 3).
- Premi al millor programa digital: Catástrofe Ultravioleta de Javier Peláez, Javi Álvarez i Antonio Martínez Ron.
- Ondas especial del Jurat: A la figura del realitzador radiofònic

## Premis nacionals de televisió
- Millor programa d'entreteniment: Aquí la Tierra (TVE)
- Millor programa d'actualitat o cobertura especial: Ochéntame otra vez: El Sueño Olímpico (TVE)
- Millor presentador (ex aequo): Josep Cuní (8tv) i Xabier Fortes (TVE)
- Millor presentadora: Susanna Griso (Antena 3)
- Millor sèrie espanyola: Sé quién eres (Telecinco)
- Millor intèrpret masculí en ficció nacional: Javier Gutiérrez per Estoy vivo.
- Millor intèrpret femení en ficció nacional: Blanca Suárez por Lo que escondían sus ojos.
- Millor intèrpret de sèrie emesa per emissores o cadenes no nacionals: Josep Maria Pou per Nit i Dia (TV3).
- Millor programa o sèrie de ficció d'emissió online: Las chicas del cable (Netflix).

## Premis de Música
- Premio a la trajectòria: Jarabe de Palo
- Premio a l'artista de l'any: Alejandro Sanz
- Millor espectacle musical o concert: Festival Sónar.
- Menció especial del jurat: Camarón de la Isla, la llegenda del flamenc.
- Menció especial del jurat: Carlos Vives.